# 纳扎尔巴耶夫大学
纳扎尔巴耶夫大学是一所哈萨克斯坦的研究型大学，位于哈萨克斯坦首都阿斯塔納。学校在时任哈萨克斯坦总统纳扎尔巴耶夫个人倡议下创建，并以他命名。纳扎尔巴耶夫大学设立于2009年，2010年9月正式开学，现有工程、科学技术、社会人文、医学院。

## 簡介
纳扎尔巴耶夫大学是哈萨克斯坦排名第一，和阿爾法拉比大學並稱為哈薩克的最高学府。
它由哈薩克斯坦前总统纳扎尔巴耶夫倡议创立，旨在为该国构建一所具有世界水平的科研院校。纳扎尔巴耶夫大学的教学制度完全依照国际教育标准拟定，意在促进哈萨克斯坦科教体系快速发展并早日与国际接轨。同时，该校也是哈国内第一所自治高校，享有高度学术自由。从建成之初，纳扎尔巴耶夫大学就肩负着为哈萨克斯坦高等教育和高校改革树立先进典范的使命。

## 組織

### 本科課程
工程學院 （页面存档备份，存于）
- 機械工業
- 化學工程
- 電氣和電子工程
- 土木工程

科學技術學院
- 化學
- 物理學
- 生物科學
- 數學
- 計算機科學
- 機器人和機電一體化

人文社會科學學院
- 經濟學
- 政治科學與國際關係
- 社會學
- 人類學
- 歷史學
- 世界語言和文學

### 碩士和博士課程
教育研究生院
公共政策研究生院
商學院 （页面存档备份，存于）
工程學院
科學技術學院
人文社會科學學院
醫學院
- 醫學博士（MD）
- 公共衛生碩士

## 研究实验室
- Advanced Robotics and Mechatronics Systems Laboratory (ARMS Lab) （页面存档备份，存于）
- Astana LAboratory for Robotic and Intelligent Systems (ALARIS) （页面存档备份，存于）
- Laboratory of Medicinal and Molecular Electrochemistry (LAM Group)
- Advanced Materials Research & Laser Technologies (AMRELAT) Laboratory （页面存档备份，存于）
- Bioinspired Microelectronics Systems Group